# Ricardo Carreras
Ricardo Luis Carreras (ur. 8 grudnia 1949 w Nowym Jorku) – amerykański bokser kategorii koguciej. Brązowy medalista letnich igrzysk olimpijskich w Monachium. Podczas tych igrzysk w półfinałach turnieju przegrał (w kat. – 54 kg), pojedynek z późniejszym srebrnym medalistą - Meksykaninem Alfonso Zamorą.

## Osiągnięcia

### Igrzyska Olimpijskie
- 1972 –  brąz

### Igrzyska panamerykańskie
- 1971 –  brąz[1]

### Rekord olimpijski z 1972
- 1. runda (bye)
- Mick O’Brien – wygrana przez TKO w 3 rundzie
- Bulan Ganbat – wygrana 3-2
- Wasilij Sołomin – wygrana 3-2
- Alfonso Zamora – przegrana 1-4